# Shogo Sakai
Shogo Sakai (坂井 将吾 Sakai Shogo?, nacido el 28 de enero de 1988 en Mie) es un futbolista japonés que se desempeñaba como delantero.

## Trayectoria

### Clubes
| Club              | País  | Año         |
| ----------------- | ----- | ----------- |
| Montedio Yamagata | Japón | 2006 - 2009 |
| Veertien Mie      | Japón | 2013 -      |